# Rædwald af East Anglia
Rædwald (oldengelsk: Rædwald), og stavet Raedwald og Redwald (latin: Raedwaldus, Reduald), (død ca. år 624) var en konge af East Anglia, et angelsaksisk kongerige, der inkluderede de nuværende engelske counties Norfolk og Suffolk. Han var søn af Tytila af East Anglia og et medlem af Wuffingas-dynastiet (navngivet efter hans bedstefar, Wuffa), der var de første konger i Kongeriget East Anglia. Der findes kun sparsomme detaljer om Rædwalds regeringstid, primært fordi vikingerne invasion i 800-tallet, hvor de ødelagde klostrene i East Anglia, hvor mange dokumenter var opbevaret. Rædwald regerede fra omkring år 599 til sin døde i 624, i begyndelsen under overherredømmme af Æthelberht af Kent. Som følge af slaget ved River Idle i 616 og Æthelfrith af Northumbrias nederlag formåede han at indsætte Edwin, der var indforstået med hans autoritet, som ny konge i Northumbria. Under slaget blev både Æthelfrith og Rædwalds søn, Rægenhere, dræbt.
Fra omkring 616 var Rædwald den mest magtfulde af de engelske konger syd for Humber. Ifølge Beda var han den fjerde hersker, der havde et imperium med andre sydlige angelsaksiske kongeriger. Han omtales i den Angelsaksiske Krønike, der er skrevet flere århundreder efter hans død, som en bretwalda (et oldengelsk ord, der betyder "britannien-hersker" eller "bred-hersker"). Han var den første konge i East Anglia, der blev kristen, da han lod sig omvende ved Æthelberhts hof et stykke tid inden 605, men han havde også et hedensk tempel. Han hjalp til med at få kristendommen til at overlevet i East Anglia under apostasiet i de angelsaksiske kongeriger Essex aog Kent. Historikeres betragter ham som den mest sandsynlig person, der kan være begravet i Sutton Hoo skibsbegravelsen, som der også er blevet fremsat andre teorier. En mindre skibsbegravelse blev også fundet i 1998 tæt ved det oprindelige Sutton Hoo-begravelse, som menes at have indeholdt liget af hans søn Rægenhere, der døde i kamp i 616.